# Konwencja 5-4-3-1
Konwencja 5-4-3-1 jest popularną w Polsce konwencją licytacyjną, jest częścią systemów Nasz System i Wspólny Język.
Po otwarciu 1BA, skok odpowiadającego na 3♣ i 3♦ pokazuje krótkość w kolorze licytowanym, piątkę w drugim kolorze młodszym i jedną starszą czwórkę, skok na 3♥ i 3♠ pokazuje (modelowo) krótkość w kolorze licytowanym, trzy karty w drugim kolorze starszym i 5-4 w młodszych. Niekiedy konwencji tej używa się także z większym układem w kolorach młodszych np. 5-5 a nawet 6-5.  Siła każdej z tych odzywek musi gwarantować przynajmniej grą kończącą (przynajmniej 9HP przy silnym 1BA).
Inne popularne konwencje używane po 1BA to Stayman, transfery i Teksas.